# Legacy Walk

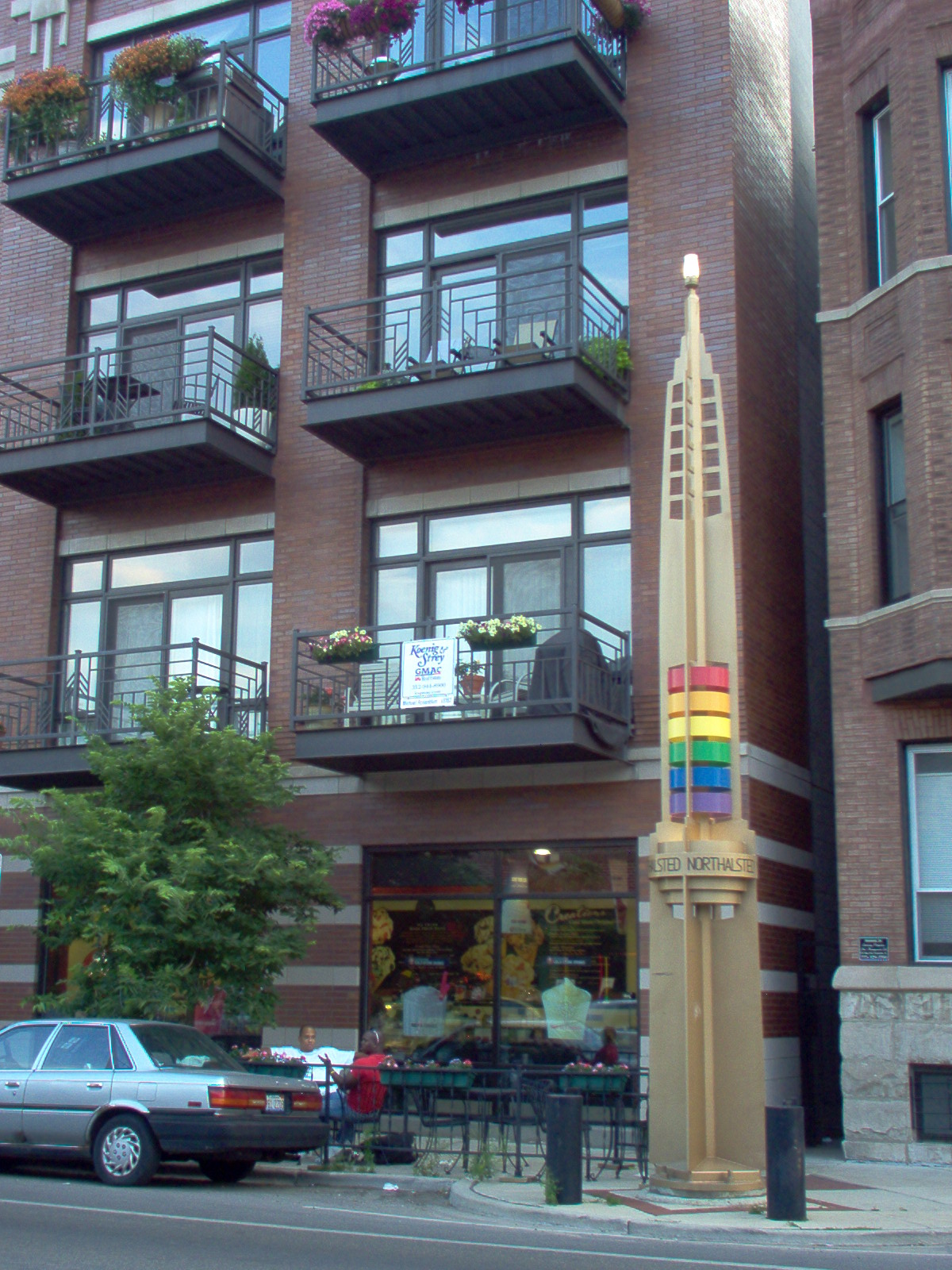
Un des pylones de la Legacy Walk.

La Legacy Walk est une exposition publique extérieure à Chicago qui célèbre l'histoire et les personnes lesbiennes, gays, bisexuels et transgenres (LGBT).
Située dans la partie nord de Halsted Street (en), elle est déclinée sous la forme de pylônes de bronze rappelant la biographie de personnalités du mouvement LGBT.